# Shivkar Bapuji Talpade
 (mai 2019).
Si vous disposez d'ouvrages ou d'articles de référence ou si vous connaissez des sites web de qualité traitant du thème abordé ici, merci de compléter l'article en donnant les références utiles à sa vérifiabilité et en les liant à la section « Notes et références ».
Shivkar Bapuji Talpade (1864-1916) était un érudit indien qui aurait construit un avion sans pilote en 1895. Talpade vivait à Bombay et étudiait la littérature sanskrite et les Vedas.